# チェコ共和国における喫煙に関する財政収支
The Public Finance Balance of Smoking in the Czech Republic （『チェコ共和国における喫煙に関する財政収支』）は、チェコの保健省が喫煙により生じる社会的費用が財政的なベネフィットを上回っていうのではないかと懸念したことをうけて、大手たばこ会社であるフィリップモリスがコンサルタント会社に依頼して2001年に作成された報告書であり、そのタイトルである。アーサー・ディ・リトルが調査を受託し、喫煙者の早死にとたばこ税による歳入は、健康保険のコストと喫煙者の早死により失われる税収を上回るという結果が導き出された。費用便益分析を通じた、本調査の結論は「最新かつ信頼性の高いデータをもとに、あらゆる関連因子を検討した結果、 チェコ共和国における喫煙は1999年の同国財政にポジティブな影響をもたらしており、58億1千5百万チェコ・コロナの黒字と推計される」というものだった。
この報告書は2001年7月16日にリークされて波紋を呼び、フィリップモリスは政治家や反喫煙運動家、経済学者、消費者監視団体などから激烈な批判を浴びた。同社はのちにこの報告書を取り下げ、その結論について謝罪を行った。その後ハナ・ロスによって行われた研究では、喫煙によりチェコの政府予算には少なくとも毎年144億5千5百万チェコ・コロナ（3億7千3百万ドルに相当）の損失がでていることが示され、したがって「死による利益」という主張も論破される形となった。
この報告書が歴史的に奇妙なのは、かつてのたばこ会社は喫煙と早死の関係性自体を疑っていたのに、この報告書では早死にすることがセールスポイントとして使われているからである。10年前からヨーロッパ各地で似たような研究が行われていたが、フィリップモリスはポーランド、スロバキア、ハンガリー、スロベニアなどで計画されていた同種の研究を中止したと発表した。またCNNの報道によれば、コンサルティング会社アーサー・ディ・リトルの代理人は、カナダとオランダでも同様の調査を依頼されたと語っているが、フィリップモリスはそのような進行中の調査は存在しないと述べている。
チェコの首相だったミロシュ・ゼマンは、かつて「死の利益」について触れて、「喫煙によって、私は国家財政の安定に貢献をしているんだ。たばこを買えば税収になるし、いずれ肺がんで死ぬから、国は私に年金を払わなくていい」と語っている。さらにゼマンは「私は一人の喫煙者として国家財政を支えている。なぜならチェコ共和国でたばこを購入するときに税金を払っているからだ。しかも、喫煙者は早死にするから、国は老後の面倒をみなくてよくなる」とも語っている。

## 報告書
報告書では、調査の目的は「喫煙者による財政上のコストは、たばこ関連の税収と喫煙の正の外部性により相殺されるかを確認する」ことだと述べられている。

## フィリップモリスの対応
報告書がリークされた当初は、フィリップモリスはこの報告書を擁護していた。広報担当のレミ・カルバートは「この調査の一部だけがフォーカスされているのは非常に不幸なこと」であり「きわめて冷酷に映るのは我々も理解しているが〔そもそも〕たばこ自体が議論の的になる製品ではある」と述べた。フィリップモリス・インターナショナルの広報責任者であったロバート・カプランは、報告書が主張している「死の利益」については「単に論点の一つ」であり「我々が本当に主張したいのはそこではない」と語った。

しかし、のちに同社は報告書に対する謝罪を行った。カプランものちに「喫煙の社会的費用は、社会にとっては恩恵である、などと我々は言いたいわけでは断じてない」と述べている。フィリップモリスの副社長スティーヴン・パリッシュは「大失敗をしたというだけでなく、間違っていた、ということを理解しています。不適切だったというのでは控えめにすぎるでしょう」と発言した。同社の内部メモによると、CEOのジョン・ネルソンは「普遍的な人間の価値を報告書が蔑ろにするさまは冷淡かつ冷笑的にすぎる」という批判について、同意を示したという。2001年7月26日、フィリップモリスはウォールストリートジャーナルに謝罪文を掲載した。

我々は、たばこ産業の一員として、この調査（アーサー・ディ・リトルによる報告書では、喫煙者は早死にすることで国家予算の圧縮に貢献すると結論づけられています）を依頼したことは、単なる失敗というだけではなく過ちでした。フィリップモリスは、どの国を勤務地としようとも社員一同、この件について大変に申し訳なく思っています。喫煙によって生じる、ごく身近でありながら深刻かつ重大な疾患によって利益をえる人などいません。私たちは、これまでに寄せられた怒りの声を真摯に受け止めており、このきわめて不幸な出来事について心からお詫びいたします。自分たちの過ちを認め、前へ進むための糧として学びながら、私たちはあらゆる事業において正しい行動をとるための最善の努力を続けて参ります。

報告書の存在が発覚したことで、寄付などの慈善活動を続けてきたフィリップモリスのパブリックイメージは後退したとみなされている。

## 反応

### マスコミ
チェコ紙のムラダー・フロンタ・ドネス（Mladá fronta DNES）は、を強制収容所では命の価値をナチスが決めていたことになぞらえつつ、報告書を「一流の冷笑主義とハイエナ主義」であると表現し、さらに「おたくの国民が死ぬたびに金が儲かるのを手伝ってくれ、とはなんというオファーだろう」と書いた 。アメリカのサラソタ・ヘラルド・トリビューンは、ジョナサン・スウィフトの『穏健なる提案』を引きながら、この報告書を「フィリップモリス式健康保険」と呼んでいる。
報告書の発覚をうけて、反喫煙団体はニューヨークタイムズなどの大手新聞に、値札のついた死体のイラストを広告として掲載した。値札にはこう書かれていた「1,227ドル。フィリップモリスがスポンサードした研究によれば、喫煙者が死ぬたびにチェコ共和国は健康保険、年金、住宅を節約できて、この金額が浮く」。

### アカデミア
アカデミックの世界では、この研究は倫理に関するケーススタディとしてひろく取り上げられている。

### 政治
2001年7月17日、アメリカの上院議員ダイアン・ファインスタインは、この報告書を「おぞましい」と表現し、CEOのジェフリー・バイブルに宛てて次のような文章を送った。「フィリップモリスは人間の生命を費用便益分析の計算式にあてはめることで、人の道を踏み外し、またもや、道徳感覚とはまったく無縁のやりかたでビジネスを行っていることが示されている」。
リボル・ルーチェクは「この国でフィリップモリスがあえてこの研究を実施したというのが信じられない」と述べ、さらに「人間の生命をこのような範疇で考えたり記述したりするのは倫理的に許容不可能である」と述べた」。

### 消費者保護団体など
ボストンに本部をおく非営利活動団体のINFACT は「たとえ喫煙者が若くして亡くなることが経済にとっては費用の削減につながるというのが真実だったとしても、政策が決める根拠とするにはロジックとしてあまりにおぞましい」とする意見を表明した。
Campaign for Tobacco-Free Kids（「煙草を子供たちに吸わせないためのキャンペーン」）は「責任ある、心をいれかえたはずのたばこ会社が、外国の政府に対して、喫煙者が亡くなるのはあなた方の国家予算にとってはよいことですよという」だろうかと疑問をなげかけた。
Tobacco Products Liability Project（「たばこ製品の責任を考えるプロジェクト」）は「政府の役割はふつうは国民の健康と安全と福祉を守ることであるわけだから、まがりなりにも政府や国家が国民が死ぬことで利益を得ているという考え方は、じゅうぶんに健全な精神をもった人にとってはきわめて恐ろしいものに感じられるだろう」。